# Киселёв, Александр Емельянович
Александр Емельянович Киселёв (1895—1941) — советский партийный и государственный деятель, ответственный секретарь Черкесского окружного—областного комитета ВКП(б) Черкесской автономной области (1927—1929).

## Биография
Родился в семье рабочего столяра. Пять лет проучился в городском училище г. Александро-Грушевск, в 1930 г. прошел обучения на Курсах руководящих работников Народного комиссариата земледелия СССР.
Член РСДРП(б) с апреля 1917 г. 
Участник Первой мировой войны, младший унтер-офицер 271 запасного пехотного полка в г. Екатеринослав. С началом Гражданской войны в России вступил в РККА: военком 10 Московского стрелкового полка, военком 3-й Украинской повстанческой бригады, заместитель военкома по политчасти Екатеринославского уезда, политинспектор политотдела 14 армии, Южный фронт. В 1919 г. занимался подпольной работой на территории белых. 
С 1919 г. на партийной работе:
- ноябрь-декабрь 1919 г. — парторганизатор Шулявского района Киевского городского комитета ВКП(б),
- 1919—1920 гг. — заведующий городским отделом Киевского губернского комитета ВКП(б),
- 1920—1921 гг. — заведующий отделом по работе в деревне, председатель губернского комитета, заведующий агитационно-пропагандистским отделом Екатеринославского губернского комитета ВКП(б),
- 1921—1922 гг. — заместитель заведующего организационным отделом ЦК Компартии Украины,
- 1922—1923 гг. — ответственный секретарь Херсонско-Николаевского губернского комитета Компартии Украины,
- 1923—1925 гг. — заместитель заведующего организационным отделом, инструктор ЦК КП(б) Украины,
- 1925—1926 гг. — заведующий организационно-инструкторским отделом Казакстанского краевого комитета ВКП(б),
- 1926 г. — заведующего организационным отделом Казакстанского краевого комитета ВКП(б).

В 1927 г. был переведен на Северный Кавказ. 
- 1927—1929 гг. — ответственный секретарь Черкесского окружного комитета ВКП(б)/областного комитета ВКП(б) Карачаево-Черкесской автономной области,
- 1929—1930 гг. — член правления Северо-Кавказского краевого животновоческого союза.

Затем находился на государственных должностях.
- 1931—1933 гг. — член правления Главного комитета льняной промышленности (Главленком) Наркомзема СССР,
- февраль-сентябрь 1933 г. — заместитель начальника управления кадров Наркомзема СССР,
- 1933—1935 гг. — заместитель начальника политсектора Западного областного замельного управления (Смоленск),
- 1935—1936 гг. — заведующий отделом руководящих партийных органов Смоленского областного комитета ВКП(б),
- 1936—1937 гг. — заведующий совхозным сектором — заместитель начальника Главного управления коноплеводства Наркомзема СССР,
- 1937—1938 гг. — инспектор Управления сельскохозяйственного снабжения (Сельхозснаба) Наркомзема СССР.

В 1935 г. ему был объявлен строгий выговор от ЦК ВКП(б) «за необеспечение точного выполнения указания ЦК ВКП(б) по проверке партдокументов».
С 1938 г. на пенсии. 